# Lutz Reichert (Politiker)
Lutz Reichert (* 17. Januar 1966 in Berlin) ist ein deutscher Politiker (CDU).
Reichert legte 1987 das Abitur ab und studierte an der Berliner Fachhochschule für Wirtschaft. 1993 schloss er das Studium als Diplom-Kaufmann ab.
Bei den Wahlen zu den Berliner Bezirksverordnetenversammlungen (BVV) 1992 wurde Reichert im Bezirk Neukölln gewählt. Bei der Berliner Wahl 1999 wurde er zunächst in das Abgeordnetenhaus von Berlin gewählt, schied aber eine Woche später aus, da die BVV Neukölln ihn zum Bezirksstadtrat für Jugend und Familie gewählt hatte. Sein Nachfolger im Parlament wurde daraufhin Frank Eichelberger. Nach der Wahl 2001 schied Reichert aus dem Amt aus.